# ヨハン・ヤーコプ・ディレン

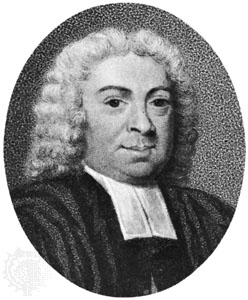
ヨハン・ヤーコプ・ディレン

ヨハン・ヤーコプ・ディレンまたはディレニウス（Johann Jacob Dillen / Dillenius, 1684年12月22日 - 1747年4月2日）は、ドイツ出身の植物学者である。

## 生涯
ダルムシュタットに医者の息子として生まれた。ギーセン大学に学び、1719年に博士号を得た。同じ年に植物カタログ『ギーセン付近に自生する植物カタログ』(Catalogus plantarum sponte circa Gissam nascentium) を出版した。植物のみならず、キノコなどの菌類も記載した。ディレンの種の分類のいくつかはカール・フォン・リンネの分類に取り入れられた。1721年にイギリスの植物学者ウィリアム・シェラード (William Sherard) に招かれ、シェラードの集めた植物標本の調査に加わった。さらにシェラードとともに、西イングランドやウェールズの採集旅行を行った。1724年にジョン・レイの 『英国の植物の体系』 (Synopsis Methodica Stirpium Britannicarum) の新版を作成し、同年王立協会フェローに選出。
1728年にシェラードが亡くなると、蔵書と植物標本はディレンに残され、シェラードの遺産をもとに設立されたオックスフォード大学の植物学のシェラーディアン教授職にディレンが就任した。その他の著書には、シェラードの弟のコレクションに関する Catalogue of the rare plants growing at Eltham があり、オックスフォードを訪れたカール・フォン・リンネが1月あまり、ディレンと研究した。リンネによってビワモドキ科 (Dilleniaceae) のビワモドキ属 (Dillenia) に献名された。
オックスフォードで脳卒中で没した。ディレンの原稿、書籍、多くの図版や植物の乾燥標本などは後継者のハンフリー・シブソープによって購入された後、最終的にオックスフォード大学が所有し保存されている。

## 著書
- Catalogus plantarum sponte circa Gissam nascentium (1719)
- Hortus Elthamensis (1732)
- Historia muscorum (1741)